# San Pedro de Buena Vista
San Pedro de Buena Vista è un comune (municipio in spagnolo) della Bolivia nella provincia di Charcas (dipartimento di Potosí) con 34.502 abitanti (dato 2010).

## Cantoni
Il comune è suddiviso in 6 cantoni (popolazione 2001).
- Eskencachi - 2.028
- Micani - 2.448 abitanti
- Moscari - 3.018 abitanti
- San Marcos - 1.851 abitanti
- San Pedro - 7.973 abitanti
- Toracari - 4.687 abitanti